# Лукницкий, Всеволод Всеволодович
Всеволод Всеволодович Лукницкий (род. 25 мая 1845 года, Санкт-Петербургская губерния, Российская империя — ум. 14 августа 1917 года Казань, Казанская губерния, Российская империя) — директор (командир) Казанского порохового завода, генерал-лейтенант русской императорской армии (1909), действительный член Казанского губернского статистического комитета.

## Биография

### Детство
Всеволод Лукницкий родился 25 мая 1845 года в семье Санкт-петербургского потомственного дворянина Всеволода Лукницкого. С отличием окончил Михайловское артиллерийское училище и Михайловскую артиллерийскую академию (Санкт-Петербург).

### До назначения на пост директора Казанского порохового завода
Служил на Охтинском пороховом заводе (Санкт-Петербург, Санкт-Петербургская губерния), в 1871 год Всеволода перенаправили на Шосткинский пороховой завод (город Шостка, Черниговская губерния). В 1874 году был назначен на Казанский пороховой завод в чине штабс-капитана и в должности помощника штаб-офицера по искусственной (технологической) части.

### Директор (командир) Казанского порохового завода
В 1885 году был назначен командиром (с 1909 года, директор) Казанского порохового завода.
По проектам и под руководством Лукницкого проведены 2 крупномасштабные реконструкции предприятия (в 1885—1888 и в 1893—1894 гг.) и впервые в стране разработана и освоена технология производства бездымного пороха из пироксилина. 
В 1906 году открыл начальную школу при заводе. В 1913 году, после достижения предельного возраста службы, особым императорским указом, был оставлен для ее продолжения. В 1916 году, не дожидаясь денег из столицы, из средств завода увеличил жалование рабочим.
После Февральской революции 1917 г. налаживал постоянный контакт с рабочим комитетом завода.

### Смерть и похороны

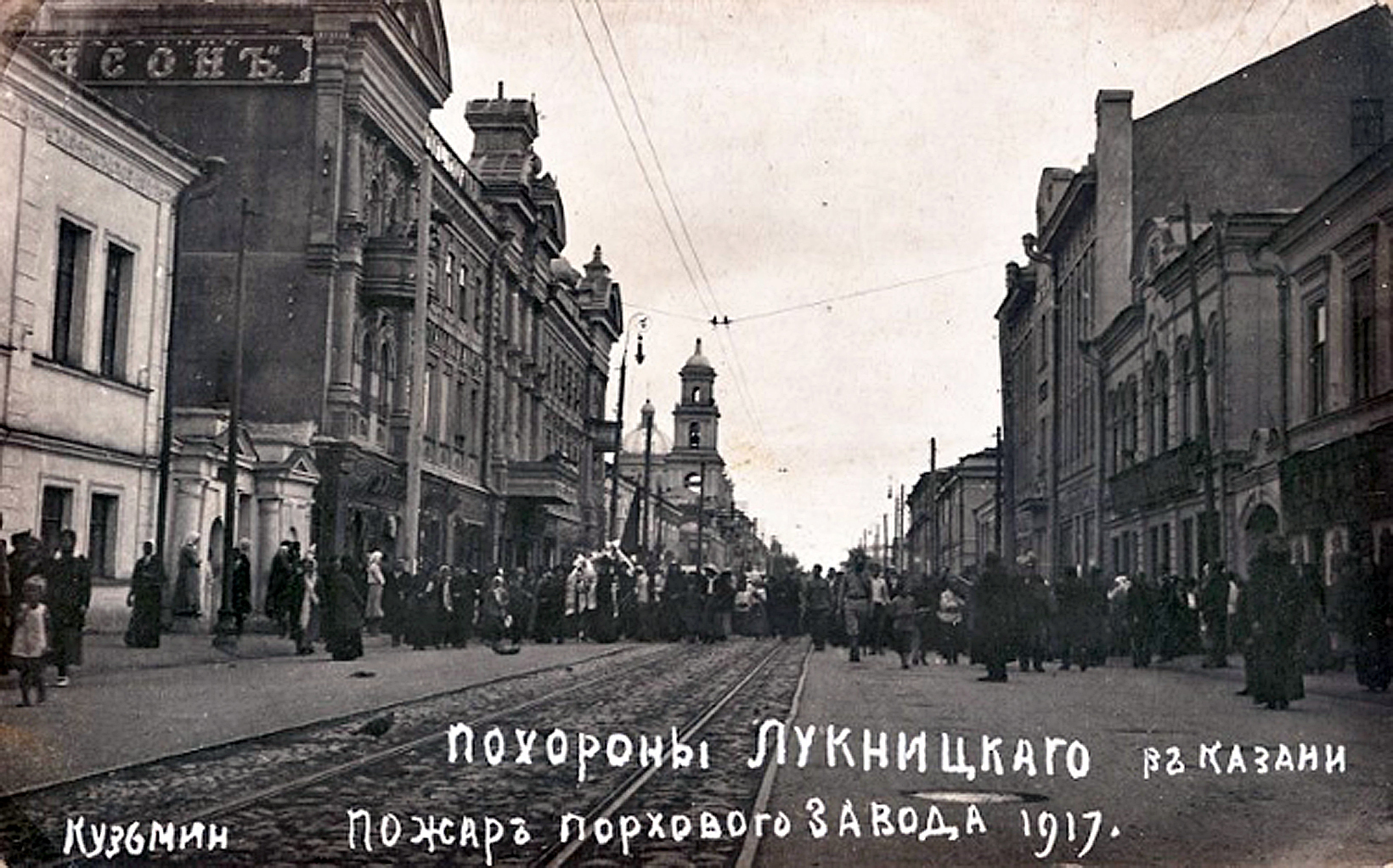
Похороны директора Казанского порохового завода, Всеволода Лукницкого, после пожара.

Умер 14 августа 1917 года во время тушения пожара на Казанском пороховом заводе. Ему осколком взорвавшегося снаряда оторвало руку, и он умер от потери крови.

## Взгляды
По словам Александра Митрофановича Стопани, который был лично знаком с Лукницким, Всеволод придерживался прогрессивных и либеральных взглядов.

## Личная жизнь
О его семейной жизни мало что известно, а именно, что он был женат вторым браком на сестре Александра Митрофановича Стопани, а от первого брака имелся сын, не проживал со своим отцом. Его дочь от второй жены, Надежда Всеволодовна Лукницкая, жила в Казани, работала учительницей в школе, была незамужней и бездетной.

## Награды
- Орден Белого Орла
- ордена Святого Станислава I и II степени
- ордена Святого Владимира II, III, IV степени
- ордена Святой Анны I, II и III степени
- 3 бронзовые медали
- Знак XL лет беспорочной службы в офицерских чинах для ношения на Георгиевской ленте

## Память
Имя Всеволода Всеволодовича носит улица Лукницкого в Кировском районе Казани, на территории завода установлен памятник.